# Ambang
Ambang (indonez. Gunung Ambang) – wulkan w Indonezji na wyspie Celebes. Wysokość 1795 m n.p.m. (według niektórych źródeł 1780 m).
Znajduje się na półwyspie Minahasa na wschód od miasta Kotamobagu. Tereny wokół niego są objęte rezerwatem przyrody Cagar Alam Gunung Ambang o powierzchni 8638 ha; żyją tu m.in. dwa endemiczne gatunki ptaków.
Posiada kilka kraterów o średnicy do 400 m. Ostatnia erupcja miała miejsce w 2005, a poprzednia około 1840 roku.